# Марьино (городской округ Красногорск)
Марьино (ранее также Знаменское) — деревня в Московской области России. Входит в городской округ Красногорск. Население — 149 человек (2010).

## География
Марьино расположено в северо-восточной части округа, на левом берегу реки Синичка — притоке Баньки, в 7 км от МКАД, высота центра над уровнем моря 195 метров. Ближайшие населённые пункты: на юге примыкает село Ангелово, на севере — посёлок Отрадное.
В деревне числится 6 улиц.

## История
Ранее, в Российской империи, — село Марьино-Знаменское — входило в состав Черкизовской волости Московского уезда. В селе располагалась усадьба Марьино-Знаменское.
С 1994 по 2005 год Марьино было центром Марьинского сельского округа Красногорского района, а с 2005 до 2017 года включалось в состав Отрадненского сельского поселения Красногорского муниципального района.

## Население
| 2002 | 2006 | 2010 |
| ---- | ---- | ---- |
| 128  | →128 | ↗149 |

## Церковь
В деревне действует деревянная Знаменская церковь 1759 года постройки.
Священники:
- Никифор Феопемтов (Стрельцов) (ок. 1763-?) - в 1-ю четверть 19 века
- Алексей Никифоров Стрельцов - сер. 19 века. Сын предыдущего
- иерей Иоанн Островский - наше время